# Stenus frigidus
Stenus frigidus är en skalbaggsart som beskrevs av Henry Clinton Fall. Stenus frigidus ingår i släktet Stenus och familjen kortvingar. Inga underarter finns listade i Catalogue of Life.